# Pilón de Mickey

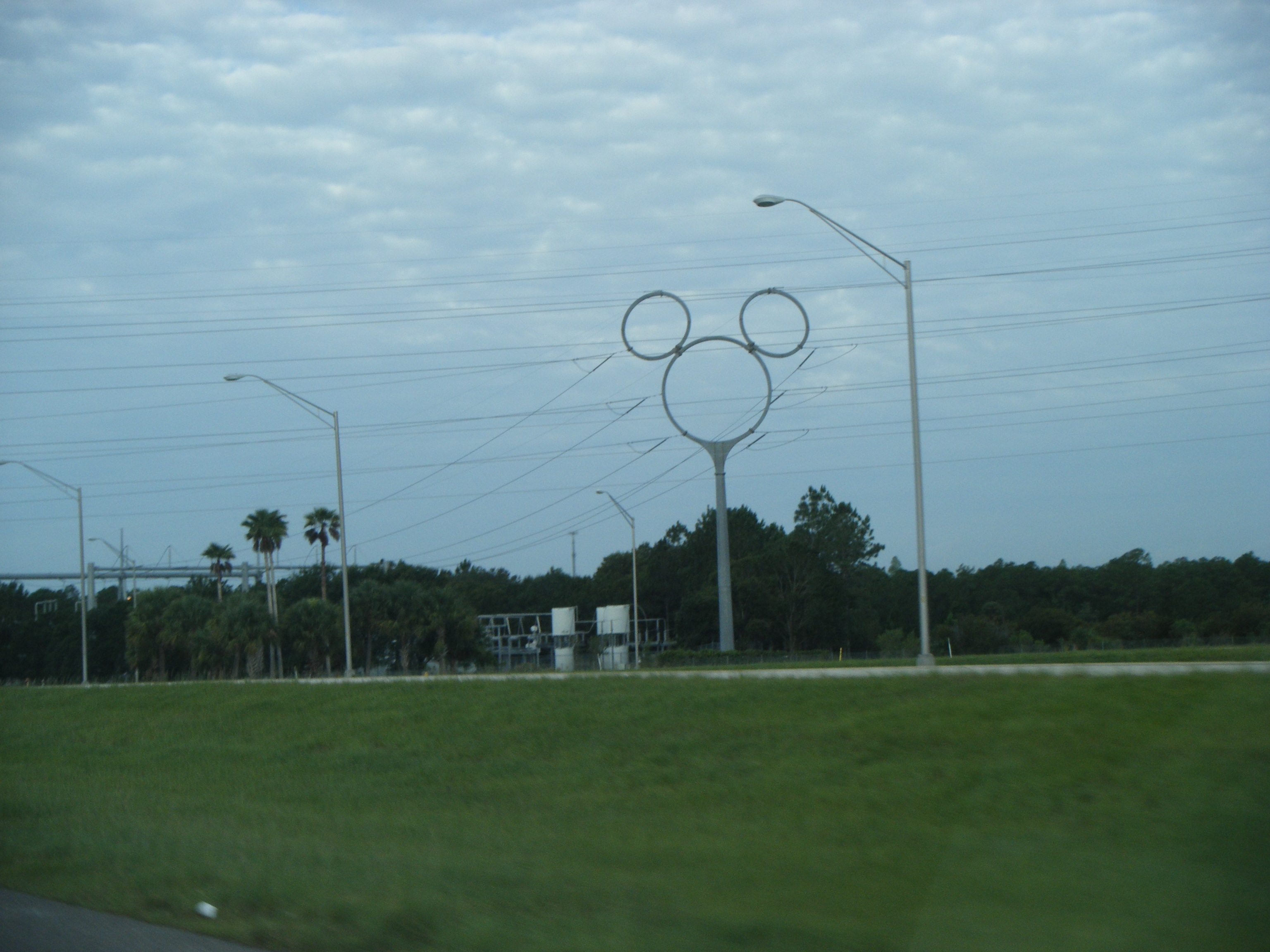
Torre eléctrica de Mickey

El pilón de Mickey es una torre eléctrica de Alta Tensión (230 kV) de 32 m de altura, de doble poste y de doble terminal frente a la subestación Osceola, que se utiliza como fuente de alimentación de Walt Disney World cerca de Orlando, Florida, y que se completó el 15 de febrero de 1996. El pilón tiene la forma de la típica cabeza de Mickey Mouse. Consiste en un poste de 21 m de altura que lleva un anillo circular de tubo de acero de 9,1 m de diámetro, en el que dos anillos elípticos más pequeños con longitudes de eje de 5,5 por 6,1 m y 6,1 m. La cabeza pesa 14.000 kg. Se encuentra a lo largo de la Interestatal 4 en el lado norte de la autopista, en el cruce con World Drive y Central Florida GreeneWay (Salida 62).
Como los anillos no eran transportables por la vía pública, fueron diseñados para su ensamblaje en el sitio de construcción. Cada anillo está construido con tubos de acero galvanizado de 300 mm × 510 mm.
El poste de soporte fue fabricado por North American Pole Corp. (NAPCO), Dallas, Texas, Mientras que los anillos fueron doblados por Bend-Tec de Duluth, Minnesota, a partir de tubos de acero fabricados en Chicago, Illinois, y transportados a NAPCO para su galvanización.
El pilón se puede iluminar por la noche mediante cables de fibra óptica en los anillos, que se alimentan desde un láser instalado en el suelo a través de una fibra de telecomunicaciones que ubica dentro del poste.
Los aisladores de polímeros se distribuyeron de tal forma que minimizasen los efectos visuales.